# Manuel Mayen
Pour les articles homonymes, voir Mayen.
Manuel Mayen, né le 26 mars 1930 à Casablanca et mort le 30 mars 2011 à Perpignan est un coureur cycliste français. Professionnel en 1951, il participe au Tour de France.

## Palmarès
- 1951
  - 2e du Circuit du Gharb (Maroc)

## Résultats sur les grands tours

### Tour de France
1 participation
- 1951 : 65e